# Eurygenius wilati
Eurygenius wilati là một loài bọ cánh cứng trong họ Anthicidae. Loài này được Lacordaire miêu tả khoa học năm 1859.